# Bill Camp
Bill Camp, född 13 oktober 1961 i Massachusetts, USA, är en amerikansk skådespelare. Han började sin bana som teaterskådespelare, men började få mindre roller i film och TV-produktioner från 1989. Under 2010-talet har han gjort flera större biroller i uppmärksammade Hollywoodfilmer.
Han har nominerats till Primetime Emmy Award i kategorin "bästa manliga biroll" för sin roll i miniserien The Night Of  2016.

## Filmografi, urval
- 1990 – Mysteriet von Bülow
- 1998 – Rounders – Sista spelet
- 2007 – Reservation Road
- 2012 – Lawless
- 2012 – Lincoln
- 2013 – 12 Years a Slave
- 2014 – Birdman
- 2014 – Love & Mercy
- 2016 – The Night Of (TV-serie)
- 2017 – Molly's Game
- 2017 – The killing of a sacred deer
- 2018 – Red Sparrow
- 2018 – Vice
- 2018 – Under en öppen himmel
- 2019 – Joker
- 2019 – Dark Waters
- 2020 – The Queen's Gambit (TV-serie)
- 2023 – Boston Strangler
- 2025 – Zero Day (TV-serie)
- 2025 – Sirens (TV-serie)
- 2025 – The Mastermind